# Prima Categoria 1909
El Campeonato Italiano de Fútbol 1909 fue la 12.ª edición de dicho campeonato. Pro Vercelli ganó su segundo scudetto.
En esta temporada, fueron jugados dos campeonatos de Prima Categoria:
1. El Campeonato Federal (donde ingresaron jugadores extranjeros);
2. El Campeonato Italiano (donde fueron admitidos solo jugadores italianos).
El ganador del Campeonato Federal fue Pro Vercelli, que además ganó como premio la Coppa Oberti. El ganador del Campeonato Italiano fue la Juventus, que también ganó como premio la Coppa Buni. Sin embargo, solamente el título Federal de Pro Vercelli es reconocido actualmente por la FIGC como "scudetto".

## Campeonato Federal

### Eliminatorias

#### Liguria
Jugados el 17 de enero y 7 de febrero
| Equipo 1     | Agr. | Equipo 2 | Ida | Vuelta |
| ------------ | ---- | -------- | --- | ------ |
| Andrea Doria | 4-4  | Genoa    | 1-1 | 3-3    |

Desempate
Jugado el 21 de febrero en campo neutral
| Equipo 1     | Resultado | Equipo 2 |
| ------------ | --------- | -------- |
| Andrea Doria | 1-2       | Genoa    |

#### Lombardía
Clasificación
| Pos | Equipo         | PJ | PG | PE | PP | Pts | GF | GC | Dif | Comentarios               |
| --- | -------------- | -- | -- | -- | -- | --- | -- | -- | --- | ------------------------- |
| 1   | U.S. Milanese  | 2  | 2  | 0  | 0  | 4   | 5  | 1  | +4  | Clasificado a semifinales |
| 2   | Milan          | 2  | 1  | 0  | 1  | 2   | 3  | 4  | -1  |                           |
| 3   | Internazionale | 2  | 0  | 0  | 2  | 0   | 2  | 5  | -3  |                           |

Resultados
Jugados el 10, 17 y 24 de enero
| Equipo 1       | Resultado | Equipo 2       |
| -------------- | --------- | -------------- |
| Milan          | 3-2       | Internazionale |
| U.S. Milanese  | 3-1       | Milan          |
| Internazionale | 0-2       | U.S. Milanese  |

#### Piamonte

##### Ronda 1
Jugados el 10 y 17 de enero
| Equipo 1 | Agr. | Equipo 2 | Ida | Vuelta |
| -------- | ---- | -------- | --- | ------ |
| Juventus | 3-2  | Torino   | 0-1 | 3-1    |

Debido al hecho de que los dos equipos ganaron un partido (resultado global no se aplica), se necesitó un desempate.
Desempate
Jugado el 24 de enero en el campo de la Juventus
| Equipo 1 | Resultado | Equipo 2 |
| -------- | --------- | -------- |
| Juventus | 0-1       | Torino   |

Torino avanza a la Ronda 2.

##### Ronda 2
Jugados el 7 de febrero y 14 de marzo
| Equipo 1     | Agr. | Equipo 2 | Ida | Vuelta |
| ------------ | ---- | -------- | --- | ------ |
| Pro Vercelli | 3-1  | Torino   | 2-1 | 1-0    |

#### Véneto
Venezia fue el único equipo registrado.

### Lombardía-Véneto
Jugados el 21 de febrero y 28 de marzo
| Equipo 1 | Agr. | Equipo 2      | Ida | Vuelta |
| -------- | ---- | ------------- | --- | ------ |
| Venezia  | 3-18 | U.S. Milanese | 1-7 | 2-11   |

### Piamonte-Liguria
Jugados el 21 y 28 de marzo
| Equipo 1     | Agr. | Equipo 2 | Ida | Vuelta |
| ------------ | ---- | -------- | --- | ------ |
| Pro Vercelli | 4-3  | Genoa    | 3-2 | 1-1    |

### Final
Jugados el 4 y 25 de abril
| Equipo 1     | Agr. | Equipo 2      | Ida | Vuelta |
| ------------ | ---- | ------------- | --- | ------ |
| Pro Vercelli | 4-2  | U.S. Milanese | 2-0 | 2-2    |

|              |
| Campeón      |
| Pro Vercelli |
| 2º título    |

### Equipo campeón
Alineación del Pro Vercelli
- Giovanni Innocenti
- Angelo Binaschi
- Giuseppe Servetto
- Guido Ara
- Giuseppe Milano I
- Pietro Leone
- Felice Milano II
- Annibale Visconti
- Vincenzo Fresia
- Carlo Rampini I
- Carlo Corna

## Campeonato Italiano

### Eliminatorias
Piamonte
- Ronda 1
- 28 de marzo: Juventus-Torino 2-0 (forfait)

Ronda 2
- 25 de abril: Juventus-Piemonte 1-0[1]

Ronda 3
- 2 de mayo: Juventus-Pro Vercelli 2-0 (forfait)

Clasificado: Juventus.
Lombardía
- 28 de marzo: US Milanese-Milan 2-0 (forfait)

Nota: Según La Stampa, este partido fue programado para el 28 de marzo, pero probablemente este partido no se jugó por forfait del Milan. De acuerdo con La Stampa, el 28 de marzo, Milan jugó contra el Torino para el torneo Palla Dapples, no en el Campeonato Italiano contra US Milanese.
Clasificado: US Milanese.
Liguria
- 2 de mayo: Genoa-A. Doria 0-2 (forfait)

### Semifinales
Jugados el 9, 16 y 23 de mayo.
| Equipo 1     | Agr.   | Equipo 2    | Ida   | Vuelta |
| ------------ | ------ | ----------- | ----- | ------ |
| Andrea Doria | 5 - 5  | Juventus    | 3 - 1 | 2 - 4  |
| Vicenza      | 1 - 10 | US Milanese | 1 - 2 | 0 - 8  |

- Desempate (en Milán):
  - 23 de mayo de 1909: Juventus 1-0 Andrea Doria (pró)[4]

### Final
30 de mayo y 6 de junio
| Equipo 1 | Agr.  | Equipo 2    | Ida   | Vuelta |
| -------- | ----- | ----------- | ----- | ------ |
| Juventus | 3 - 2 | US Milanese | 1 - 1 | 2 - 1  |

Campeón Italiano: Juventus.